# New Jersey Bell Headquarters Building
El New Jersey Bell Headquarters Building se encuentra en Newark, condado de Essex, Nueva Jersey, Estados Unidos. Fue construido en 1929 por New Jersey Bell Telephone Company y fue agregado al Registro Nacional de Lugares Históricos el 21 de septiembre de 2005. Tiene 20 pisos y 84 m de altura.  

## Historia
El edificio art déco fue diseñado por Ralph Thomas Walker del estudio de arquitectura Voorhees, Gmelin y Walker. La fachada de piedra arenisca y ladrillo de ante está decorada con pilastras creadas por el escultor Edward McCartan. Desde la apertura del edificio, las suaves luces naranjas han bañado sus pisos superiores por la noche. Más tarde, el edificio se convirtió en la sede de Verizon New Jersey.
Fue vendido en 2017 y se convirtió en apartamentos residenciales de gran altura a precio de mercado y se renombró Walker House. Verizon todavía alquila varios pisos. Se inauguró en 2019 como Walker House, llamada así por el arquitecto que la diseñó.
La campaña presidencial de Cory Booker 2020 se inauguró en el edificio en marzo de 2019.